# Bernadette (zangeres)
Bernadette Kraakman (Amsterdam, 1 maart 1959) is een Nederlandse zangeres.

## Biografie
Al vroeg in haar jeugd maakte Kraakman kennis met muziek. Zij maakte zes jaar lang deel uit van kinderkoor de Damrakkertjes, en ook was zij te horen op de plaat Daar komt Swiebertje (1964). Later deed zij podiumervaring op als zangeres bij de Zaanse, in funk en disco gespecialiseerde Fat Eddy Band. Met die band maakte ze de singles Sweet Sweet Lovin' (1979), Let Your Body Move It (1981), Don't Let It Fade (1982) en Good Times (1982). Alleen Let Your Body Move It werd een bescheiden hit: de single bereikte in november 1981 een 45ste plaats in de Nationale Hitparade.
Bernadette werd bij een groot publiek bekend in 1983, toen zij op 24-jarige leeftijd het Nationaal Songfestival won en voor Nederland naar het Eurovisiesongfestival in München ging. Met het liedje Sing Me A Song, geschreven en gecomponeerd door Piet Souer en geproduceerd door Martin Duiser, eindigde ze op de zevende plaats met 66 punten. Achtergrondzangeres was 3-voudig deelnemer Sandra Reemer. Sing Me A Song bereikte een 28ste plaats in de Nederlandse Top 40 en reikte tot nummer 15 in de Nationale Hitparade.
Daarna raakte Bernadette enigszins in de vergetelheid. De singles Little Poor Boy (1983), Go Easy On Me (1984) en Make It Right (1985, samen met percussionist Eddie Conard) werden geen hits. In 1986 vormde zij met de Surinaamse zangeres Ingrid Simons het weinig succesvolle duo Double Trouble.

## Tekenfilms
Bernadette sprak de stem in van Sneeuwwitje in de tweede Nederlandstalige nasynchronisatie van de allereerste Disney-film, Sneeuwwitje en de zeven dwergen (1984). Ook was ze de stem van de Blauwe Fee in de tweede Nederlandstalige versie van Pinocchio (1995) en de stem van de Zingende Harp uit de Disney Classic Vrij en Vrolijk, de zussen van Ariël in De Kleine Zeemeermin (1989) en Angelique in Belle en het Beest: Een Betoverd Kerstfeest (1997). In de tekenfilmserie Teddy Ruxpin (1987-1988) sprak ze de stem in van Elf Leota.
Ze zong enkele televisietunes in, waaronder het opening- en eindlied van de tekenfilmserie Candy Candy, die tussen 1984 en 1987 werd uitgezonden door de KRO. In 1990 zong ze het titellied Assepoester in de tweede Nederlandstalige versie van de gelijknamige Disneyfilm.

## Vertrek naar het buitenland
Op advies van haar zangpedagoge deed Bernadette tevens toelatingsexamen voor het Sweelinck Conservatorium in Amsterdam. Ze werd aangenomen, maar reeds na twee jaar vertrok ze naar Amerika, waar ze de International School of Aerobic Training volgde. Daarna deed Bernadette nog diverse workshops in Amerika, Duitsland en Engeland en opende ze haar eigen sportschool.
In 1999 emigreerde ze naar Canada, waar ze 15 jaar lang samen met haar man in Kamloops (British Columbia) een 'Amsterdams' pannenkoekenrestaurant runde. Sinds 2014 waren ze eigenaar van Campbell Hills Guest Ranch, ook in Kamloops, maar deze is permanent gesloten.